# Mantidactylus tricinctus
Mantidactylus tricinctus es una especie de anfibios de la familia Mantellidae.
Es endémica de Madagascar.
Su hábitat natural incluye bosques tropicales y subtropicales húmedos de altitud baja, ríos y pantanos.
Está amenazada de extinción por la pérdida de su hábitat natural.